# All-Star Game da NBA de 2012
O All-Star Game da NBA de 2012 foi uma partida de exibição de basquete realizada em 26 de fevereiro de 2012 durante a temporada da NBA de 2011-12. Foi a 61ª edição do All-Star Game da NBA e foi jogada no Amway Center em Orlando, Flórida, casa do Orlando Magic. A Conferência Oeste venceu a Conferência Leste por 152-149. Kevin Durant foi nomeado o MVP do All-Star Game.
O Orlando Magic foi premiado com o All-Star Game em um anúncio feito pelo comissário David Stern em 4 de maio de 2010. Esta foi também a segunda vez que Orlando sediou o evento; a cidade já havia sediado o evento em 1992 na Orlando Arena, a antiga arena do Magic. Este jogo também marcou a primeira vez que uma cidade da Conferência Leste sediou um All-Star Game desde Atlanta em 2003. Apesar do locaute da NBA de 2011 que reduziu a temporada regular para sessenta e seis jogos em um cronograma condensado, o All-Star Game ocorreu conforme programado.
O All-Star Weekend começou na sexta-feira, 24 de fevereiro de 2012, com o Jogo das Celebridades e o Desafio dos Novatos, uma partida que apresenta os melhores novatos e segundanistas da liga. No sábado, o evento continuou com o Desafio de Habilidades, o Torneio de Três Pontos e o Concurso de Enterradas. O Jogo das Estrelas da D-League, que incluem o Concurso de Enterradas, o Torneio de Três Pontos e a Competição de Arremesso por Estrelas, também ocorreram durante o All-Star Weekend.

## All-Star Game

### Treinadores
Os treinadores para o All-Star Game são os técnicos principais que lideraram as equipes com os melhores percentuais de vitórias em suas conferências até os jogos de 15 de fevereiro de 2012. Os treinadores principais do ano anterior, Doc Rivers e Gregg Popovich, não eram elegíveis para a seleção.
O treinador da equipe da Conferência Oeste foi Scott Brooks, técnico do Oklahoma City Thunder. O Thunder tinha um recorde de 22-7 em 15 de fevereiro, o melhor recorde na conferência. O treinador da equipe da Conferência Leste foi Tom Thibodeau, técnico do Chicago Bulls. Os Bulls tinham um recorde de 23-7 em 15 de fevereiro, o melhor recorde na conferência e na liga. Esta foi a primeira seleção para o All-Star Game tanto para Brooks quanto para Thibodeau.

### Jogadores

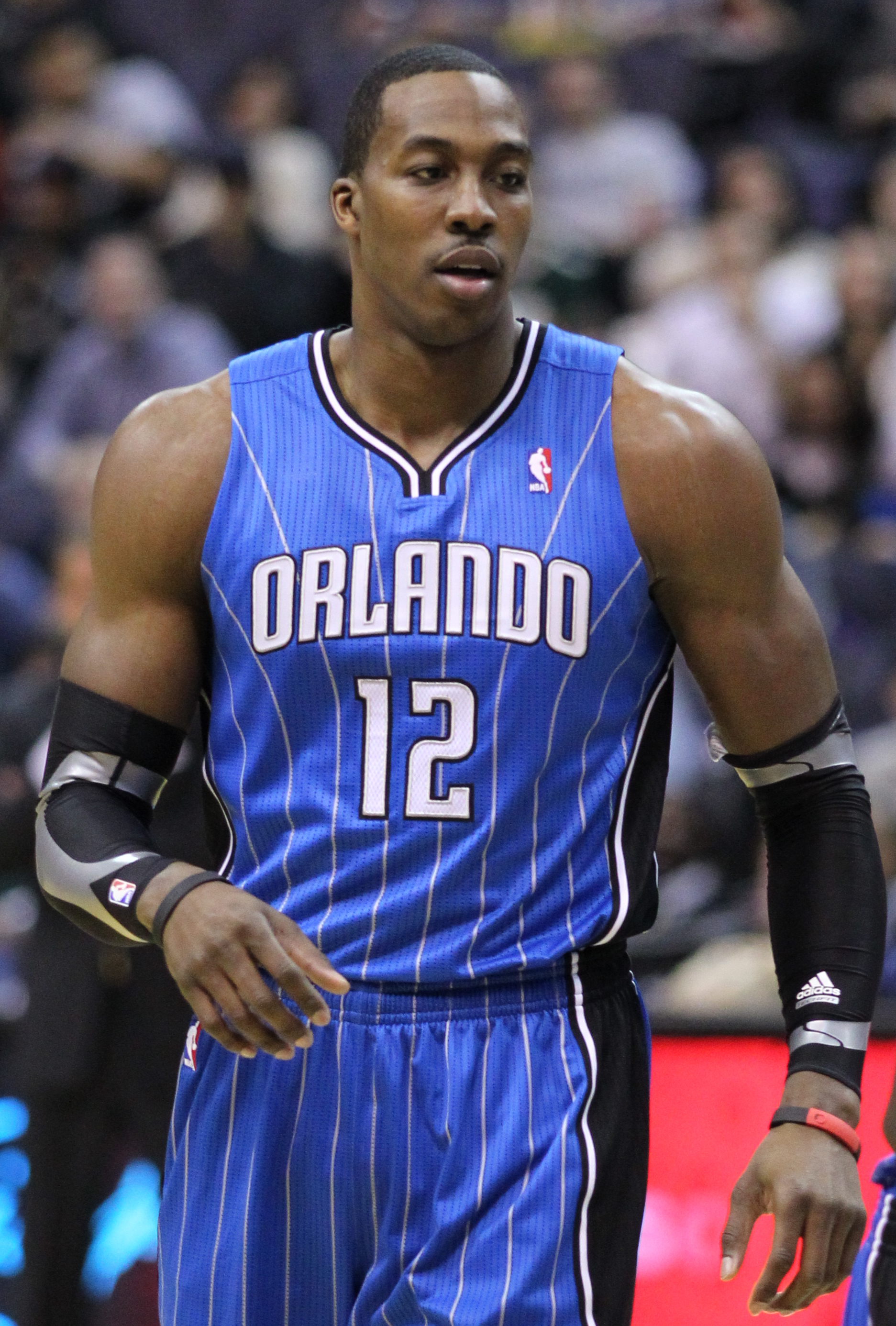
Dwight Howard recebeu o maior número de votos dos fãs, sendo o principal ganhador de votos.

Os elencos são escolhidos de duas maneiras. Os titulares foram selecionados através de uma votação dos fãs. Dois armadores, dois alas e um pivô que receberam o maior número de votos foram nomeados os titulares. Os reservas foram escolhidos por votos entre os treinadores principais da NBA em suas respectivas conferências. Os treinadores não podiam votar em seus próprios jogadores. Os reservas consistem em dois armadores, dois alas, um pivô e dois jogadores independentemente da posição. Se um jogador não pudesse participar devido a uma lesão, o comissário selecionaria um substituto.
Dwight Howard, do Orlando Magic, liderou as cédulas com 1.600.390 votos, o que lhe garantiu uma posição de titular como pivô na equipe da Conferência Leste. Derrick Rose, Dwyane Wade, LeBron James e Carmelo Anthony completaram os titulares do leste. Howard, Rose, Wade e James foram titulares da equipe no ano anterior, enquanto Anthony foi titular da equipe da Conferência Oeste. Os reservas da Conferência Leste incluíram três seleções pela primeira vez: Luol Deng, Andre Iguodala e Roy Hibbert. O armador do Atlanta Hawks, Joe Johnson, sofreu uma lesão e foi substituído pelo armador do Boston Celtics, Rajon Rondo. O Miami Heat foi representado por três jogadores, Wade, James e Chris Bosh, enquanto o Chicago Bulls e o Celtics foram representados por dois jogadores cada.
O jogador com maior número de votos da Conferência Oeste foi Kobe Bryant, que garantiu sua décima quarta seleção consecutiva para o All-Star Game com 1.555.479 votos. Chris Paul, Kevin Durant, Blake Griffin e Andrew Bynum completaram as posições de titulares do Oeste. Bryant, Paul e Durant foram titulares na equipe no ano anterior. Griffin tornou-se titular no All-Star Game pela primeira vez depois de ter sido selecionado como reserva no jogo do ano anterior. Bynum recebeu 1.051.945 votos para garantir sua primeira seleção no All-Star Game e uma posição de titular como pivô. Bryant/Bynum e Paul/Griffin se tornaram os primeiros dois pares de companheiros de equipe a serem votados como titulares para uma conferência desde 1997. Os reservas da Conferência Oeste incluem outras duas seleções pela primeira vez, LaMarcus Aldridge e Marc Gasol. Ambas as equipes de Los Angeles, Lakers e Clippers, foram representadas por dois jogadores cada, todos titulares. Durant, do Oklahoma City Thunder, é o único titular da Conferência Oeste que não joga em nenhuma das equipes de Los Angeles. O Thunder também foi representado por dois jogadores, Durant e Russell Westbrook.
| Pos.                                            | Jogador           | Time                   | Número de seleções | Votos totais |
| Titulares                                       | Titulares         | Titulares              | Titulares          | Titulares    |
| ----------------------------------------------- | ----------------- | ---------------------- | ------------------ | ------------ |
| G                                               | Chris Paul        | Los Angeles Clippers   | 5                  | 1,138,743    |
| G                                               | Kobe Bryant       | Los Angeles Lakers     | 14                 | 1,555,479    |
| F                                               | Kevin Durant      | Oklahoma City Thunder  | 3                  | 1,345,566    |
| F                                               | Blake Griffin     | Los Angeles Clippers   | 2                  | 1,200,560    |
| C                                               | Andrew Bynum      | Los Angeles Lakers     | 1                  | 1,051,945    |
| Reserves                                        |                   |                        |                    |              |
| F                                               | LaMarcus Aldridge | Portland Trail Blazers | 1                  | —            |
| C                                               | Marc Gasol        | Memphis Grizzlies      | 1                  | —            |
| F                                               | Kevin Love        | Minnesota Timberwolves | 2                  | —            |
| G                                               | Steve Nash        | Phoenix Suns           | 8                  | —            |
| F                                               | Dirk Nowitzki     | Dallas Mavericks       | 11                 | —            |
| G                                               | Tony Parker       | San Antonio Spurs      | 4                  | —            |
| G                                               | Russell Westbrook | Oklahoma City Thunder  | 2                  | —            |
| Treinador: Scott Brooks (Oklahoma City Thunder) |                   |                        |                    |              |

| Pos.                                     | Jogador         | Time               | Número de seleções | Votos totais |
| Titulares                                | Titulares       | Titulares          | Titulares          | Titulares    |
| ---------------------------------------- | --------------- | ------------------ | ------------------ | ------------ |
| G                                        | Derrick Rose    | Chicago Bulls      | 3                  | 1,514,723    |
| G                                        | Dwyane Wade     | Miami Heat         | 8                  | 1,334,223    |
| F                                        | LeBron James    | Miami Heat         | 8                  | 1,360,680    |
| F                                        | Carmelo Anthony | New York Knicks    | 5                  | 1,041,290    |
| C                                        | Dwight Howard   | Orlando Magic      | 6                  | 1,600,390    |
| Reserves                                 |                 |                    |                    |              |
| F                                        | Chris Bosh      | Miami Heat         | 7                  | —            |
| F                                        | Luol Deng       | Chicago Bulls      | 1                  | —            |
| C                                        | Roy Hibbert     | Indiana Pacers     | 1                  | —            |
| F/G                                      | Andre Iguodala  | Philadelphia 76ers | 1                  | —            |
| G                                        | Joe Johnson     | Atlanta Hawks      | 6                  | —            |
| F                                        | Paul Pierce     | Boston Celtics     | 10                 | —            |
| G                                        | Rajon Rondo     | Boston Celtics     | 3                  | —            |
| G                                        | Deron Williams  | New Jersey Nets    | 3                  | —            |
| Treinador: Tom Thibodeau (Chicago Bulls) |                 |                    |                    |              |

### Jogo
| 26 de Fevereiro de 2012 7:30 p.m. ET | Boxscore | Oeste 152, Leste 149                                           | Oeste 152, Leste 149 | Oeste 152, Leste 149                                                               |  | Amway Center, Orlando, Florida Público: 17,125 Árbitros: * #55 Bill Kennedy - #31 Scott Wall - #20 Leroy Richardson | TNT |
| 26 de Fevereiro de 2012 7:30 p.m. ET | Boxscore | Placar por quarto: 39–28, 49–41, 36–43, 28–37                  |                      |                                                                                    |  | Amway Center, Orlando, Florida Público: 17,125 Árbitros: * #55 Bill Kennedy - #31 Scott Wall - #20 Leroy Richardson | TNT |
| 26 de Fevereiro de 2012 7:30 p.m. ET | Boxscore | Pts: Kevin Durant 36 Rbts: Blake Griffin 8 Asts: Chris Paul 12 |                      | Pts: LeBron James 36 Rbts: Dwight Howard, Dwyane Wade 10 cada Asts: Dwyane Wade 10 |  | Amway Center, Orlando, Florida Público: 17,125 Árbitros: * #55 Bill Kennedy - #31 Scott Wall - #20 Leroy Richardson | TNT |

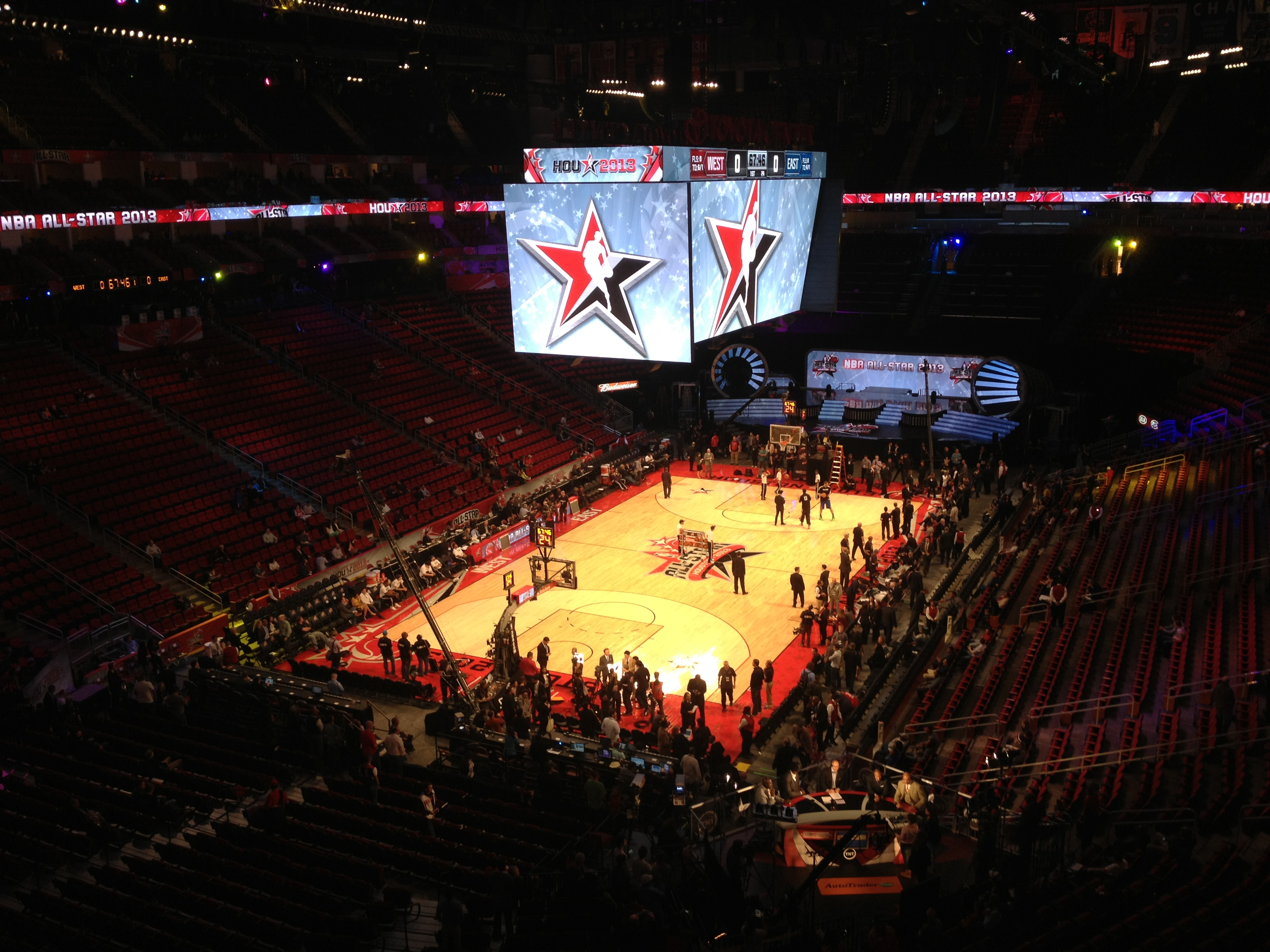
Toyota Center antes do início do jogo

O Oeste liderou por até 21 pontos e manteve a vantagem para vencer o jogo por 152–149. Kevin Durant marcou 34 de seus 36 pontos, o maior número de pontos do jogo, nos primeiros três quartos e foi nomeado o MVP. LeBron James também marcou 36 pontos. A vantagem do Oeste foi reduzida para um ponto, 148–147, após um roubo de bola e bandeja de Deron Williams com 1:44 restantes. Liderando por 151–149, Blake Griffin garantiu a vitória ao interceptar um passe de James. Griffin sofreu falta e acertou um de dois lances livres com 1,1 segundos restantes. Kobe Bryant estava marcando James na jogada e repreendeu James por não tentar o arremesso potencialmente decisivo. Bryant deixou o jogo no início do terceiro quarto após ser atingido duramente no rosto por Dwyane Wade, ficando com o nariz sangrando. Ele foi diagnosticado após o jogo com um nariz quebrado e uma concussão.
Bryant terminou com 27 pontos e se tornou o maior pontuador da história do All-Star Game (271 pontos), superando Michael Jordan (262 pontos). Wade contribuiu com 24 pontos, 10 rebotes e 10 assistências, juntando-se a James e Jordan como os únicos jogadores a registrar um triplo-duplo no All-Star Game. O Oeste estabeleceu um recorde do All-Star Game com 88 pontos no primeiro tempo e os 157 pontos combinados das equipes no intervalo também foram um recorde. Os 301 pontos combinados no final do jogo ficaram apenas dois pontos abaixo do recorde estabelecido (em prorrogação) no All-Star Game da NBA de 1987. O Leste fez 14 arremessos de três pontos, outro recorde para o jogo.

## All-Star Weekend

### BBVA Desafio das Estrelas
O BBVA Desafio dos Novatos apresentou os melhores jogadores de primeiro ano ("Rookies") e os melhores jogadores de segundo ano ("Sophomores") competindo entre si. O jogo foi dividido em dois tempos de vinte minutos, semelhante ao basquete universitário. Para esta edição, uma lista de jogadores participantes foi selecionada pelos assistentes técnicos da liga. Em seguida, os times foram escolhidos por ex-jogadores da NBA e atuais analistas da TNT, Shaquille O'Neal e Charles Barkley, que atuaram como "Gerentes Gerais" de seus respectivos times. O ex-jogador da NBA e atual analista da TNT, Kenny Smith, serviu como "Comissário Honorário". Jeremy Lin, do New York Knicks, e Norris Cole, do Miami Heat, foram duas adições de última hora ao grupo de jogadores. Derrick Favors, do Utah Jazz, foi selecionado como substituto devido a uma lesão de Tiago Splitter. Lin jogou apenas nove minutos no jogo, a seu pedido, devido ao cansaço resultante de sua ascensão ao estrelato naquele mês.
| Rodada                               | Escolha | Pos. | Jogadores        | Time                   | Ano          |
| ------------------------------------ | ------- | ---- | ---------------- | ---------------------- | ------------ |
| 1                                    | 1       | F    | Blake Griffin    | Los Angeles Clippers   | Segundanista |
| 2                                    | 3       | G    | Jeremy Lin       | New York Knicks        | Segundanista |
| 3                                    | 5       | G    | Ricky Rubio      | Minnesota Timberwolves | Novato       |
| 4                                    | 7       | F/C  | Greg Monroe      | Detroit Pistons        | Segundanista |
| 5                                    | 9       | F    | Markieff Morris  | Phoenix Suns           | Novato       |
| 6                                    | 11      | G    | Kemba Walker     | Charlotte Bobcats      | Novato       |
| 7                                    | 13      | G    | Landry Fields    | New York Knicks        | Segundanista |
| 8                                    | 15      | G    | Norris Cole      | Miami Heat             | Novato       |
|                                      |         | G    | Brandon Knight   | Detroit Pistons        | Novato       |
|                                      |         | F    | Tristan Thompson | Cleveland Cavaliers    | Novato       |
| Treinador: Ron Adams (Chicago Bulls) |         |      |                  |                        |              |
| Treinador: Steve Kerr                |         |      |                  |                        |              |
| General manager: Shaquille O'Neal    |         |      |                  |                        |              |

| Rodada                                            | Escolha | Pos. | Jogadores        | Time                   | Ano          |
| ------------------------------------------------- | ------- | ---- | ---------------- | ---------------------- | ------------ |
| 1                                                 | 2       | G    | Kyrie Irving     | Cleveland Cavaliers    | Novato       |
| 2                                                 | 4       | C    | DeMarcus Cousins | Sacramento Kings       | Segundanista |
| 3                                                 | 6       | G/F  | Paul George      | Indiana Pacers         | Segundanista |
| 4                                                 | 8       | F    | Derrick Williams | Minnesota Timberwolves | Novato       |
| 5                                                 | 10      | G/F  | MarShon Brooks   | New Jersey Nets        | Novato       |
| 6                                                 | 12      | G    | John Wall        | Washington Wizards     | Segundanista |
| 7                                                 | 14      | F    | Gordon Hayward   | Utah Jazz              | Segundanista |
| 8                                                 | 16      | F/C  | Tiago Splitter   | San Antonio Spurs      | Segundanista |
|                                                   |         | F    | Kawhi Leonard    | San Antonio Spurs      | Novato       |
|                                                   |         | G/F  | Evan Turner      | Philadelphia 76ers     | Segundanista |
|                                                   |         | F    | Derrick Favors   | Utah Jazz              | Segundanista |
| Treinador: Maurice Cheeks (Oklahoma City Thunder) |         |      |                  |                        |              |
| Treinador: Mike Fratello                          |         |      |                  |                        |              |
| General manager: Charles Barkley                  |         |      |                  |                        |              |

| 24 de Fevereiro 9:00 p.m. ET |                                                  | Team Chuck 146, Team Shaq 133 | Team Chuck 146, Team Shaq 133                          | Team Chuck 146, Team Shaq 133 |  | Amway Center, Orlando Público: 17,125 Árbitros: #75 Eric Dalen 1. 68 Marat Kogut 2. 35 Kane Fitzgerald | TNT |
| 24 de Fevereiro 9:00 p.m. ET | Placar por quarto: 65–77, 68–69                  |                               |                                                        |                               |  | Amway Center, Orlando Público: 17,125 Árbitros: #75 Eric Dalen 1. 68 Marat Kogut 2. 35 Kane Fitzgerald | TNT |
| 24 de Fevereiro 9:00 p.m. ET | Pts: Thompson 20 Rbts: Monroe 10 Asts: Walker 10 |                               | Pts: Irving 34 Rbts: Cousins, Turner 11 Asts: Irving 9 |                               |  | Amway Center, Orlando Público: 17,125 Árbitros: #75 Eric Dalen 1. 68 Marat Kogut 2. 35 Kane Fitzgerald | TNT |

Kyrie Irving, que marcou 34 pontos com um aproveitamento perfeito de 8/8 nos arremessos de três pontos, ganhou o prêmio de MVP.

### Sprite Concurso de Enterradas
| Pos. | Jogador          | Equipe                 | Altura | Peso | Pt  |
| ---- | ---------------- | ---------------------- | ------ | ---- | --- |
| F    | Chase Budinger   | Houston Rockets        | 6–7    | 218  | 28% |
| F    | Jeremy Evans     | Utah Jazz              | 6–9    | 194  | 29% |
| G/F  | Paul George      | Indiana Pacers         | 6–8    | 215  |     |
| F    | Derrick Williams | Minnesota Timberwolves | 6–8    | 241  |     |
| G    | Iman Shumpert    | Nova York Knicks       | 6–5    | 220  |     |

### Foot Locker Concurso de três pontos
| Pos. | Player         | Team                   | Height | Weight | First round | Tiebreaker (24 seconds) | Final round | Tiebreaker (60 seconds) |
| ---- | -------------- | ---------------------- | ------ | ------ | ----------- | ----------------------- | ----------- | ----------------------- |
| F    | Kevin Love     | Minnesota Timberwolves | 6–10   | 260    | 18          | 5                       | 16          | 17                      |
| F    | Kevin Durant   | Oklahoma City Thunder  | 6–9    | 235    | 20          | —                       | 16          | 14                      |
| F    | James Jones    | Miami Heat             | 6–8    | 215    | 22          | —                       | 12          | —                       |
| G    | Mario Chalmers | Miami Heat             | 6–2    | 190    | 18          | 4                       | —           | —                       |
| F    | Ryan Anderson  | Orlando Magic          | 6–10   | 240    | 17          | —                       | —           | —                       |
| G    | Anthony Morrow | New Jersey Nets        | 6–5    | 210    | 14          | —                       | —           | —                       |
| G    | Joe Johnson    | Atlanta Hawks          | 6–7    | 240    | —           | —                       | —           | —                       |

### Taco Bell Desafio de Habilidades
| Pos. | Jogador           | Equipe                | Altura | Peso | Primeiro round | Rodada final |
| ---- | ----------------- | --------------------- | ------ | ---- | -------------- | ------------ |
| G    | Tony Parker       | San Antonio Spurs     | 6–2    | 180  | 29.2           | 32,8         |
| G    | Rajon Rondo       | Boston Celtics        | 6–1    | 186  | 32,8           | 34,6         |
| G    | Deron Williams    | New Jersey Nets       | 6–3    | 209  | 28,3           | 41,4         |
| G    | John Wall         | Washington Wizards    | 6–4    | 195  | 32,8           | -            |
| G    | Russell Westbrook | Oklahoma City Thunder | 6–3    | 187  | 33,8           | -            |
| G    | Kyrie Irving      | Cleveland Cavaliers   | 6–3    | 191  | 42,2           | -            |
| G    | Stephen Curry     | Golden State Warriors | 6–3    | 185  | -              | -            |

## Links externos
- Jogo All-Star de 2012 em NBA.com